# Mentálhigiéné
A mentálhigiéné minden olyan tevékenység, melynek célja az egészséges lelki élet kialakítása és megtartása, továbbá olyan multidiszciplináris, holisztikus szemléletű tudomány, amely támogatja és elősegíti a mentális egészséget és a mentális betegségek megelőzését a pszichiátria és a pszichológia segítségével, különböző tudományterületek (szociológia, pedagógia, orvostudomány, teológia, pszichológia stb.) ismereteinek integrálásával.

## Alaptézise
```
                Jó minőségű  +  Önbecsülés  +  Érzelmi  +  Önmagával    +   Társadalmi
                  környezet                    érettség     bánni tudás      támogatás
```

Lelki egészség = Testi, szellemi, lelki és szociális jóllét.
```
                 Lepusztult   +   Érzelmi    +  Érzelmi  +    Stressz    +    Kizsákmányolás
                  Környezet      visszaesés     elhanyagolás
```

## Feladata
A lelki egészség elősegítése és megőrzése, illetve azon ismeretek és intézkedések felhasználása, melyek arra irányulnak, hogy megelőzzék a lelki rendellenességeket és javítsák az egyén pszichológiai beilleszkedését a társadalomba, illetve képességeit a harmonikus szociális kapcsolatok kialakítására.

## Területei
- pozitív mentálhigiéné
- pozitív pszichológia
- lelki- egészség promóció

## Problémák, amikre megoldást kínál
- alkoholizmus
- depresszió
- drogfüggés
- szerencsejáték-függés

## Lásd még
- Lelkigondozás